# Éditions Paulsen
Les éditions Paulsen sont une maison d'édition française fondée en 2005. La ligne éditoriale est dédiée à l’aventure, l’exploration et la nature.
En 2015, elles intègrent les éditions Guérin qui publient aussi des récits d’alpinisme, de trail et d’escalade. Les deux marques coexistent dans une maison d'édition qui continue d'éditer les livres rouges Guérin, bien connus des amateurs d'alpinisme.

## Historique
Les éditions Paulsen, initialement dédiées aux pôles, sont fondées en 2005 par le Suédois Frederik Paulsen,. Les premiers ouvrages publiés par cette nouvelle maison d'édition relatent des récits de littérature sibérienne.
En 2015, les éditions Guérin – dédiées à la littérature alpine, et fondées par Michel Guérin en 1995 – sont devenues le domaine littéraire des éditions Paulsen consacré aux récits de montagne. Michel Guérin (décédé en 2007) partageait avec Frederik Paulsen un amour des livres. Ce rapprochement marque un changement au sein de la maison avec la création des collections Exploration et Démarches. Les livres de la collection rouge consacrée à l'alpinisme des éditions Guérin sont toujours distribués dans les libraires spécialisées.
En mai 2023, le catalogue Paulsen s'ouvre à la fiction avec collection « La Grande Ourse ». Ce sont des romans français et étrangers, souvent inspirés de faits réels. La collection a vu le jour avec un ouvrage de Ian Manook, Ravage. 
À sa création, la maison est dirigée par Isabelle Parent, poste qu'elle occupe toujours en 2022. Paulsen publie des biographies de grands voyageurs tels que Alexandra David-Neel par Jeanne Mascolo, des récits d'explorateurs contemporains comme Jean-Louis Etienne , des récits de romanciers partageant une aventure tels que Caryl Férey à Norilsk en Russie, Richard Gaitet au Mont-Blanc ou Jacky Schwartzmann en Corée du Nord. La maison édite également des récits de fiction avec la saga de romans maritimes historiques de Fabien Clauw.

## Prix littéraires
- 2015 : Sylvain Tesson, Berezina, Prix des Hussards[16].
- 2016 : Yann Queffélec, L’Homme de ma vie, Prix des Hussards[17].
- 2018 : Fabien Clauw, Pour les trois couleurs, Prix Écume de mer[18].
- 2019 : Album 100 Marins, Prix Gens de Mer[19].
- 2019 : Laurent Joffrin, Dans le sillage de l'invincible armada, Prix Eric Tabarly 2019[20].
- 2019 : Hampton Sides, Au Royaume des Glaces, l'impossible voyage de la Jeannette, Mention de l'académie de Marine[21].

## Informations économiques
Bilans publiés par le site de la maison d'édition : 
|                                        | 2014 | 2015  | 2016  | 2017  | 2018  | 2019 |
| -------------------------------------- | ---- | ----- | ----- | ----- | ----- | ---- |
| Chiffre d'affaires en milliers d'euros | 575  | 2 694 | 1 765 | 2 020 | 1 791 |      |
| Résultat en milliers d'euros (pertes)  | 364  | 402   | 933   | 1 348 | 577   |      |